# Ган, Жанна
Жанна Ган (англ. Jeanne Gang; род. 1964) — американская архитектор, основатель и руководитель компании Studio Gang Architects с офисами в Чикаго, Нью-Йорке, Сан-Франциско и Париже. Член Американского института архитекторов (2009).
Автор двух самых высоких небоскрёбов, спроектированных женщинами: St. Regis (363 м) и Аква (262 м).

## Биография
Родилась 19 марта 1964 года в городе Белвидир, штат Иллинойс, где в 1982 году окончила среднюю школу Белвидира. В 1986 году получила в Университете Иллинойса степень бакалавра наук в области архитектуры и в 1993 году — степень магистра архитектуры (с отличием) Гарвардской высшей школы дизайна. В 1989 году на стипендию Ambassadorial Scholarships от Фонда Ротари обучалась в Швейцарской высшей технической школе Цюриха. Также прошла обучение в Высшей национальной школе архитектуры Версаля.
До основания в 1997 году собственной архитектурной фирмы Жанна Ган работала в Роттердаме в компании Office for Metropolitan Architecture у Рема Колхаса. В настоящее время — профессор-практик Гарвардской высшей школы дизайна. Также работала критиком дизайна у Джона Портмана в области архитектуры, приглашенным студийным критиком в Колумбийской высшей школе архитектуры, приглашенным профессором в Школе архитектуры Университета Райса, была также приглашенным лектором в Школе архитектуры Принстонского университета, работала в Йельской школе архитектуры и в Иллинойсском технологическом институте. Жанна Ган часто выступает с лекциями по всему миру. В 2016 году была участницей конференции TED.
За свои работы была удостоена многих почестей и наград.